# Bud Walton

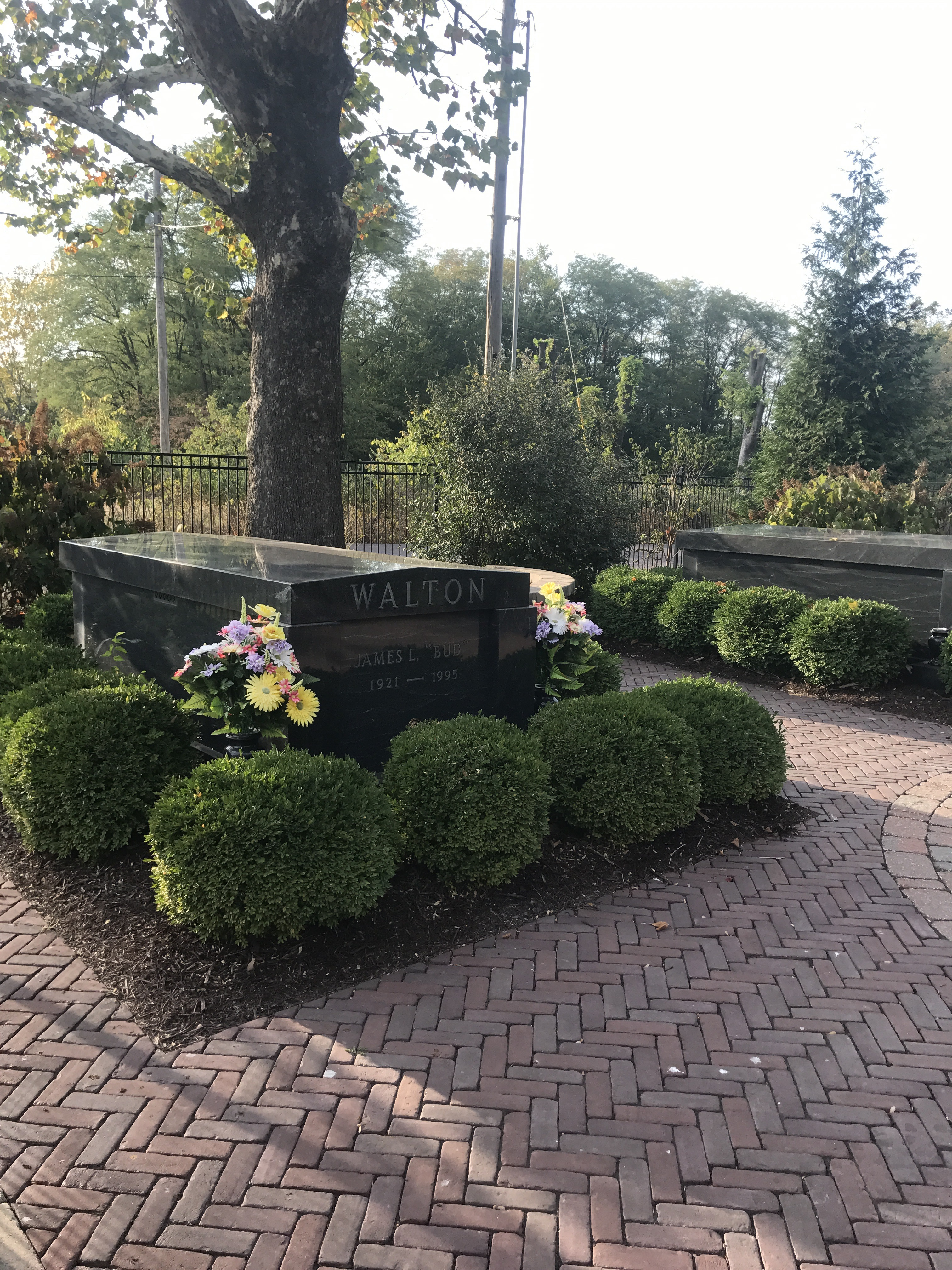
Bud Waltons grav i Columbia i Missouri, 2017.

James Lawrence "Bud" Walton, född 20 december 1921, död 21 mars 1995, var en amerikansk affärsman som var med och grundade den amerikanska detaljhandelskedjan Wal-Mart Stores, Inc. med sin mer kända bror Sam Walton. Han var högste ansvarige för koncernens avdelning som förvärvar fastigheter och bygger butikslokaler åt koncernen vid expansioner.
Han var stridspilot under andra världskriget.
I oktober 1994 rankade den amerikanska ekonomitidskriften Forbes Walton som den 83:e rikaste amerikanen med en förmögenhet på $1 miljard.
Han avled den 21 mars 1995 i Miami, Florida efter det blev komplikationer efter en operation rörande artärbråck. Han efterlämnade fru och två döttrar (Ann och Nancy).